# Rowland Heights
Rowland Heights es un lugar designado por el censo ubicado en el condado de Los Ángeles en el estado estadounidense de California. En el año 2000 tenía una población de 48.553 habitantes y una densidad poblacional de 2,077.5 personas por km².

## Geografía
Rowland Heights se encuentra ubicado en las coordenadas 33°58′51″N 117°53′23″O / 33.98083, -117.88972. Según la Oficina del Censo, la ciudad tiene un área total de 23,4 km² (9 mi²), de la cual 23,4 km² (9 mi²) es tierra y 0 km² (0 mi²) 0.00% es agua.

## Demografía
Los ingresos medios por hogar en la localidad eran de $52,270, y los ingresos medios por familia eran $56,065. Los hombres tenían unos ingresos medios de $40,669 frente a los $30,432 para las mujeres. La renta per cápita para la localidad era de $19,315. Alrededor del 12.0% de la población estaban por debajo del umbral de pobreza.

## Educación

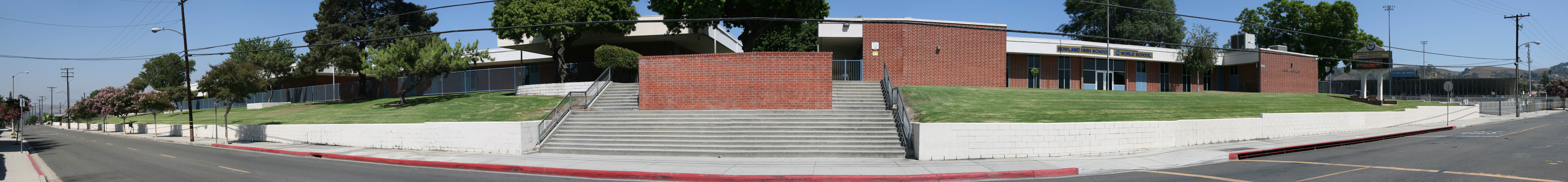
John A. Rowland High School en Rowland Heights

El Distrito Escolar Unificado de Rowland gestiona escuelas públicas.